# Azerbaïdjan aux Jeux olympiques d'été de 2016
L'Azerbaïdjan participe aux Jeux olympiques d'été de 2016 à Rio de Janeiro. Il s'agit de sa 6e participation aux Jeux olympiques d'été depuis la dissolution de l'ex-URSS.

## Athlétisme

### Homme

#### Course
| Athlètes                | Compétitions | Série          | Série | Demi-finales | Demi-finales | Finale          | Finale  |
| Athlètes                | Compétitions | Temps          | Rang  | Temps        | Rang         | Temps           | Rang    |
| ----------------------- | ------------ | -------------- | ----- | ------------ | ------------ | --------------- | ------- |
| Hayle İbrahimov         | 5 000 mètres | 13 min 27 s 11 | 7e    | NC           | NC           | Éliminé         | Éliminé |
| Evans Kiplagat Barkowet | Marathon     | NC             | NC    | NC           | NC           | 2 h 15 min 31 s | 28e     |

#### Concours
| Athlètes      | Compétitions | Série    | Série | Finale   | Finale  |
| Athlètes      | Compétitions | Résultat | Rang  | Résultat | Rang    |
| ------------- | ------------ | -------- | ----- | -------- | ------- |
| Nazim Babayev | Triple saut  | 16,38 m  | 25e   | Éliminé  | Éliminé |

## Aviron
Légende: FA = finale A (médaille) ; FB = finale B (pas de médaille) ; FC = finale C (pas de médaille) ; FD = finale D (pas de médaille) ; FE = finale E (pas de médaille) ; FF = finale F (pas de médaille) ; SA/B = demi-finales A/B ; SC/D = demi-finales C/D ; SE/F = demi-finales E/F ; QF = quarts de finale; R= repêchage
| Athlète                            | Compétition           | Séries        | Séries | Repêchage | Repêchage | Demi-finales  | Demi-finales | Finale        | Finale |
| Athlète                            | Compétition           | Temps         | Rang   | Temps     | Rang      | Temps         | Rang         | Temps         | Rang   |
| ---------------------------------- | --------------------- | ------------- | ------ | --------- | --------- | ------------- | ------------ | ------------- | ------ |
| Aleksandar Aleksandrov Boris Yotov | Deux de couple hommes | 6 min 40 s 52 | 2 SA/B | exempt    | exempt    | 6 min 37 s 49 | 6 FB         | 7 min 24 s 03 | 12     |

## Boxe

### Hommes
| Albert Selimov | Légers (-60 kg) |  | – | – | – | – | – | – | – | – |

## Canoë-kayak

### Slalom
|             | Compétition | Éliminatoires | Éliminatoires | Éliminatoires | Éliminatoires | Éliminatoires | Éliminatoires | Demi-finales | Demi-finales | Finale       | Finale       |
| Course 1    | Compétition | Rang          | Course 2      | Rang          | Total         | Rang          | Résultat      | Rang         | Résultat     | Rang         |              |
| ----------- | ----------- | ------------- | ------------- | ------------- | ------------- | ------------- | ------------- | ------------ | ------------ | ------------ | ------------ |
| Jure Meglič | K1 hommes   | 95 s 12       | 13            | 90 s 70       | 8             | 90 s 70       | 11 Q          | 145 s 00     | 14           | Pas qualifié | Pas qualifié |

## Cyclisme

### Cyclisme sur route
| Athlète          | Compétition            | Temps           | Rang |
| ---------------- | ---------------------- | --------------- | ---- |
| Maksym Averin    | Course en ligne hommes | non terminé     | NC   |
| Olena Pavlukhina | Course en ligne femmes | 3 h 59 min 05 s | 35e  |

### Cyclisme sur piste

#### Vitesse
| Athlète       | Compétition                 | Qualification | Qualification | 1er tour                 | Repêchages 1             | 2e tour                  | Repêchages 2             | Quarts de finale         | Demi-finales             | Finale                   | Finale |
| Athlète       | Compétition                 | Temps Vitesse | Rang          | Adversaire Temps Vitesse | Adversaire Temps Vitesse | Adversaire Temps Vitesse | Adversaire Temps Vitesse | Adversaire Temps Vitesse | Adversaire Temps Vitesse | Adversaire Temps Vitesse | Rang   |
| ------------- | --------------------------- | ------------- | ------------- | ------------------------ | ------------------------ | ------------------------ | ------------------------ | ------------------------ | ------------------------ | ------------------------ | ------ |
| Olga Panarina | Vitesse individuelle femmes |               |               |                          |                          |                          |                          |                          |                          |                          |        |

#### Keirin
| Athlète       | Compétition   | 1er tour | Repêchage | 2e tour | Finale |
| Athlète       | Compétition   | Rang     | Rang      | Rang    | Rang   |
| ------------- | ------------- | -------- | --------- | ------- | ------ |
| Olga Panarina | Keirin femmes |          |           |         |        |

## Tir à l'arc
| Athlète     | Compétition       | Tour préliminaire | Tour préliminaire | 1er tour         | 2e tour          | 3e tour          | Quarts de finale | Demi-finales     | Finale           | Finale |
| Athlète     | Compétition       | Score             | Rang              | Adversaire Score | Adversaire Score | Adversaire Score | Adversaire Score | Adversaire Score | Adversaire Score | Rang   |
| ----------- | ----------------- | ----------------- | ----------------- | ---------------- | ---------------- | ---------------- | ---------------- | ---------------- | ---------------- | ------ |
| Olga Senyuk | Individuel femmes |                   |                   |                  |                  |                  |                  |                  |                  |        |